# Beddomeia tumida
Beddomeia tumida là một loài ốc nước ngọt rất nhỏ có mang và vảy ốc, là động vật thân mềm chân bụng có vảy sống dưới nước thuộc họ Hydrobiidae. Đây là loài đặc hữu của Úc.